# La Chapelle-Bouëxic
La Chapelle-Bouëxic település Franciaországban, Ille-et-Vilaine megyében. Lakosainak száma 1527 fő (2022. január 1.). La Chapelle-Bouëxic Baulon, Bovel, Guignen, Mernel és Val d'Anast községekkel határos.

## Népesség
A település népességének változása:
| Lakosok száma | 656  | 599  | 670  | 1087 | 1366 | 1406 | 1475 | 1496 | 1505 | 1527 |
|               | 1968 | 1982 | 1990 | 2006 | 2013 | 2015 | 2017 | 2019 | 2020 | 2022 |